# Прушинская, Лидия
Ли́дия Пруши́нская (26 января 1950, Красноярск — 31 августа 1964, там же) — девочка, погибшая при спасении ребёнка от пожара. В её честь названа улица в Красноярске.

## Биография
Родилась 26 января 1950 года в Красноярске. Училась в школе № 19. В школу, которая в то время находилась по адресу ул. Ломоносова, 18, Лида пошла учиться в сентябре 1958 года. У Лиды было слабое здоровье, она часто болела, поэтому в учебном году 1964—1965 гг была оставлена на второй год в 5 классе.

## Подвиг
31 августа 1964 года она шла по родной улице навстречу своей маме, с которой вместе собиралась пойти в магазин за новыми туфлями к 1 сентября. По пути она остановилась поиграть в песке со знакомой шестилетней девочкой Олей Битовой. Недалеко стоял бензовоз, из машины вытекала струйка горючего. Ручеёк из него тёк по наклонной плоскости к улице Железнодорожников. По неизвестным причинам горючее вспыхнуло в том месте, где играли дети. Лида услышала взрыв и кинулась в огонь, чтобы помочь девочке. Она бросилась в пламя, чтобы вытащить девочку из огня. Обе попали в огонь. У Лиды были очень длинные косы, нейлоновые банты вспыхнули. В страшных ожогах обеих девочек привезли в больницу. Шестилетняя Оля Битова умерла, не приходя в сознание, а Лида была жива ещё несколько часов, но её травмы не были совместимы с жизнью. Обе девочки умерли в больнице с 80 % ожога.

## После смерти
После смерти Лиды Прушинской о подвиге пионерки рассказала газета «Пионерская правда», после чего с сентября 1964 года по февраль 1965 года Красноярская школа № 19, 5 «А» класс, где училась пионерка Лида Прушинская, получил более 400 писем. 

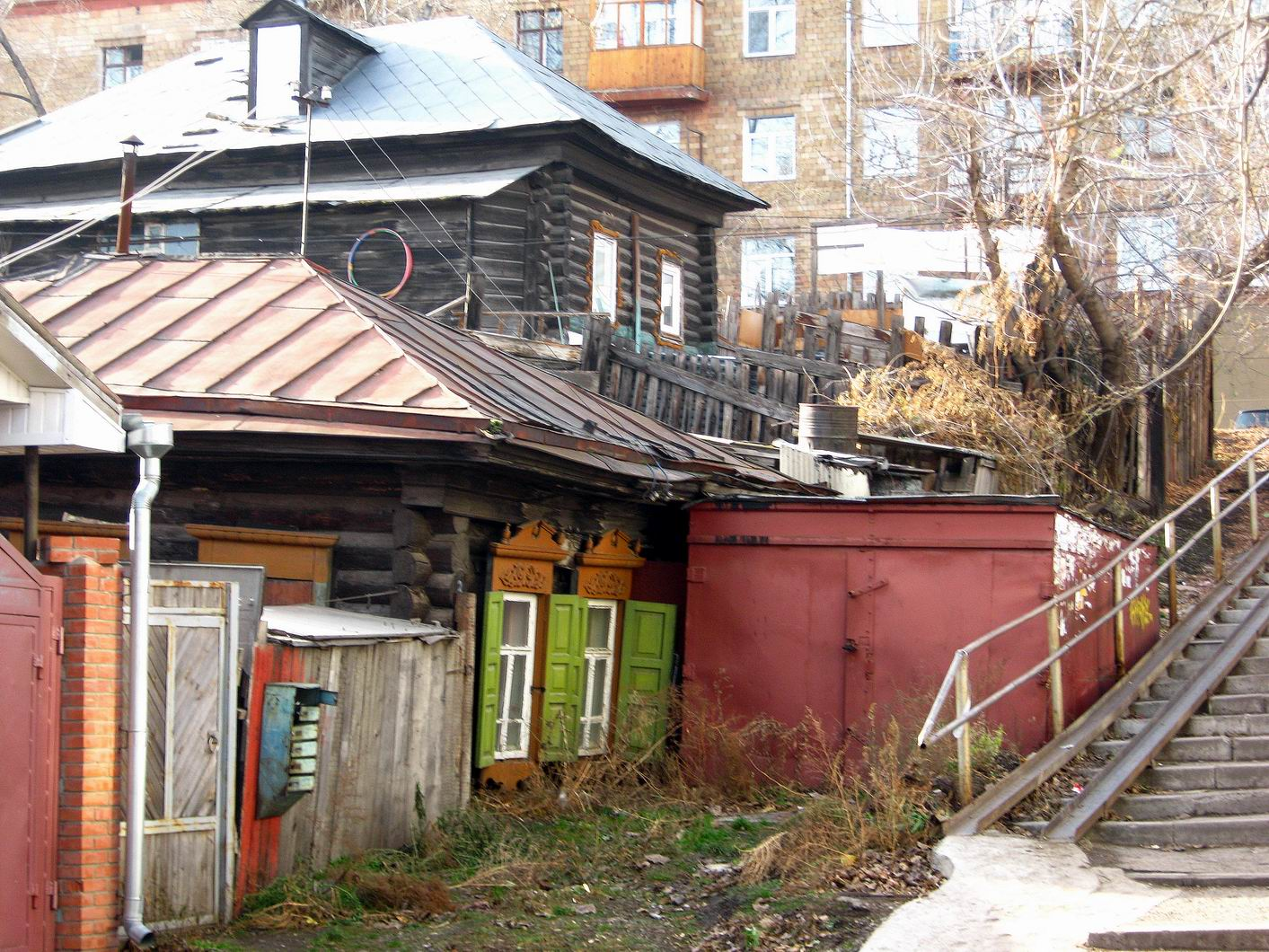
Улица Лиды Прушинской в Красноярске

Они поступали из различных республик и городов Советского Союза и из-за рубежа.
29 октября 2015 года в Красноярске прошло итоговое мероприятие в рамках проекта «Подвиг сквозь время» по увековечению памяти Лиды Прушинской. На площади музея «Мемориал Победы» состоялось открытие памятника Лиде Прушинской на Троицком кладбище. В мероприятии приняли участие депутат Законодательного Собрания Красноярского края Юрий Швыткин, председатель Общественной палаты патриотических, историко-культурных и краеведческих организаций Гражданской ассамблеи Красноярского края Александр Цыкал, представители Сибирского регионального центра МЧС России по Красноярскому краю, администрации Железнодорожного района в Красноярске, Красноярской Епархии, общественных организаций. Новый памятник открыли под звуки церковного песнопения. Идея восстановить надгробие на месте захоронения отважной школьницы появилась уже давно. На реализацию задумки нужны были средства, получить которые удалось в рамках федерального гранта. Чтобы приступить к восстановительным работам, волонтёрам пришлось заново искать погребение Лиды Прушинской, которое удалось найти благодаря документальному фильму «Дзержинец», в котором пионеры строем идут на это кладбище.

## Память
- Имя Лиды Прушинской было навечно занесено в список школьной дружины, а также в её честь названа одна из улиц Красноярска[4].
- Указом Президиума Верховного Совета РСФСР Лидия Прушинская награждена посмертно медалью «За отвагу на пожаре»[5].
- В Железнодорожном районе Красноярска установлена мемориальная доска в память о подвиге Лиды Прушинской.
- Подвиг Лиды Прушинской описан в новой исторической книге об улицах Красноярска «Город имён»[6].
- В школе № 19, где училась Лида, ей посвятили музейный уголок[7].
- Подвигу Лиды посвятил стихи красноярский поэт Игнатий Рождественский — «Памяти героини», а стихи Анатолия Ануфриева стали песней «Девочка-факел»[2].
- В красноярскую школу № 19 писали пионеры со всего СССР. Вот отрывок из одного письма, написанного пятиклассником из Горьковской области:

«На сборе отряда мы решили учиться вести себя на уроках, в школе и дома так, чтобы быть достойными вашей одноклассницы. Своей учёбой и поведением мы добьёмся, чтобы к годовщине со дня рождения дорогого В. И. Ленина нашему отряду было присвоено имя Лиды Прушинской».
Через три года после трагедии на центральном кладбище, где находится могила школьницы, установили обелиск со словами «У власти орлиной орлят миллионы, и ими гордится страна». Ещё через год — мемориальную доску. На могилу к Лиде постоянно ходили члены дружины юных пожарных, за ней присматривали представители Железнодорожного района.
С начала 90-х могилу Лиды перестали посещать и до 2013 года она была заброшена. О самой Лиде также все забыли, даже родственники. О её судьбе они узнали только после того, как в 2013 году в честь Лиды Прушинской установили мемориальную доску и объявили об этом в СМИ.
- 29 октября 2015 года в Красноярске прошло итоговое мероприятие в рамках проекта «Подвиг сквозь время» по увековечению памяти Лиды Прушинской. На площади музея «Мемориал Победы» состоялось открытие памятника Лиде Прушинской[2].